# Grace Jones
Grace Beverly Jones (ur. 19 maja 1948 w Spanish Town) – jamajska piosenkarka, autorka tekstów i aktorka, była modelka; ikona światowej popkultury lat 70. i 80. XX w., znana ze swojego oryginalnego stylu i androgynicznego wizerunku.
Karierę rozpoczęła jako modelka na początku lat 70., pozując dla takich projektantów jak Yves Saint Laurent i Kenzō Takada oraz pojawiając się na okładkach m.in. „Elle” i „Vogue”. W roku 1977 wydała swój pierwszy album muzyczny. Początkowo nagrywała w stylistyce disco, jednak w latach 80. ukierunkowała swoją twórczość na reggae i muzykę nowofalową, a następnie na bardziej komercyjny pop. Jej najbardziej znane przeboje to „Pull Up to the Bumper”, „Slave to the Rhythm”, „I’m Not Perfect (But I’m Perfect for You)” oraz covery „I’ve Seen That Face Before (Libertango)”, „La vie en rose”, „Love Is the Drug” i „Private Life”. W 1984 zadebiutowała w roli Zuli w dużej produkcji filmowej Conan Niszczyciel u boku Arnolda Schwarzeneggera i Sarah Douglas. Następnie zagrała May Day w filmie o przygodach Jamesa Bonda Zabójczy widok (1985). Była muzą takich artystów jak Andy Warhol i Jean-Paul Goude.
Grace Jones wywarła silny wpływ na twórczość takich artystów jak m.in. Annie Lennox, Róisín Murphy, La Roux, Lorde, Lady Gaga i Rihanna. Kanał muzyczny VH1 umieścił ją w swoim rankingu stu najlepszych piosenkarek, a magazyn Billboard uznał ją za jedną z czterdziestu najlepszych wykonawców muzyki klubowej wszech czasów.

## Pochodzenie i wczesne lata
Jones urodziła się w Spanish Town na Jamajce w 1948, choć część źródeł błędnie utrzymuje 1952. Jej nazwisko jest też czasem niepoprawnie podawane jako Mendoza – w rzeczywistości był to pseudonim, którego używała jako tancerka na początku kariery.
Jej rodzicami byli Marjorie Nell (z domu Williams) i Robert Winston Jones. Grace przyszła na świat jako trzecie z ich siedmiorga dzieci, a później adoptowali oni jeszcze jedną córkę. Wychowywała się w wierze zielonoświątkowców i codziennie musiała brać udział w spotkaniach modlitewnych i czytaniach biblijnych (jej brat Noel został później pastorem). Rodzice przeprowadzili się na Wschodnie Wybrzeże Stanów Zjednoczonych, gdzie ojciec pracował jako robotnik rolny, dopóki duchowe doświadczenie podczas nieudanej próby samobójczej nie zainspirowało go do zostania pastorem zielonoświątkowym Kościoła Apostolskiego. Podczas ich pobytu w USA, Jones i jej rodzeństwem opiekowała się babka ze strony matki i jej nowy mąż. Jako dziecko, nieśmiała Jones miała tylko jednego klasowego przyjaciela; dobrze radziła sobie jednak w zajęciach sportowych.
Kiedy miała 13 lat, jej rodzina osiedliła się w Lyncourt w mieście Salina w stanie Nowy Jork. Uczyła się na wydziale języka hiszpańskiego w college’u w Syracuse. Z czasem Jones zaczęła buntować się przeciwko rodzicom i ich religii; zaczęła nosić makijaż, pić alkohol i wraz z bratem Christianem odwiedzać gejowskie kluby. W college’u pobierała także lekcje teatralne, a za namową jednej z nauczycielek dołączyła do niej podczas jej letniej trasy w Filadelfii, gdzie mieszkając w komunach hippisowskich, zarabiała jako tancerka go-go i zażywała LSD oraz inne narkotyki.

## Kariera

### Lata 70. i 80.
Mając 18 lat przeprowadziła się do Nowego Jorku i rozpoczęła karierę jako modelka z agencją Wilhelmina Modelling. Agencja wysłała ją jednak do Europy, uznając, że jej uroda jest zbyt radykalna jak na amerykańskie gusta. Zamieszkała w Paryżu, gdzie pracowała dla takich projektantów mody i stylistów jak m.in. Yves Saint Laurent, Kenzō Takada i Claude Montana. Pojawiła się na okładkach francuskich wydań magazynów mody Elle i Vogue oraz niemieckiego Stern. Dzieliła paryski apartament z Jerry Hall i Jessicą Lange. W 1973 trafiła na okładkę albumu Billy’ego Paula Ebony Woman. Karierę aktorską Jones rozpoczynała od występów w niskobudżetowych produkcjach: amerykańskim kryminale Ossie Davisa Wojna Gordona (1973) u boku Paula Winfielda oraz komedii francuskiej Gérarda Pirèsa Attention les yeux! (1976) z Claude’em Brasseurem.
Po powrocie do USA podpisała kontrakt płytowy z wytwórnią Island Records i nagrała swój debiutancki album Portfolio, wydany w 1977 roku. Zawierał on taneczny materiał utrzymany w modnym wówczas gatunku disco, w tym single „I Need a Man” (numer 1 na amerykańskiej liście klubowej) i stylowy cover piosenki „La vie en rose” z repertuaru Édith Piaf, który cieszył się dużym sukcesem we Włoszech i Francji. Nagrała później jeszcze dwa albumy utrzymane w stylu disco: Fame (1978), zawierający singel „Do or Die”, i Muse (1979), który jednak przeszedł bez echa. Wzięła udział w kontrowersyjnym programie rozrywkowym Stryx emitowanym we włoskiej telewizji, u boku Amandy Lear i Patty Pravo. W tamtym czasie uchodziła za jedną z barwniejszych postaci klubu Studio 54 w Nowym Jorku. Została obwołana „królową gejowskich dyskotek”.
Kiedy nurt disco mocno stracił na popularności, Jones porzuciła dawny wizerunek na rzecz charakterystycznej kanciastej fryzury, która stała się na wiele lat jej znakiem firmowym. Wystylizowana przez ówczesnego partnera, francuskiego kreatora mody Jean-Paula Goude, jej nowy image był prowokujący, ambiwalentny genderowo i androgyniczny. Zmianie uległ także jej styl muzyczny: na początku lat 80. zaczęła nagrywać muzykę nowofalową z wpływami reggae. Jej czwarta płyta, wydana w 1980 roku Warm Leatherette, zawierała własne wersje utworów z repertuaru takich wykonawców jak m.in. The Pretenders, Roxy Music i Tom Petty. Choć płyta nie była dużym sukcesem komercyjnym, to zawierała przełomowy dla Grace Jones przebój „Private Life”, dzięki któremu udało jej się przebić na rynku brytyjskim.
W 1981 roku artystka wydała album Nightclubbing, który zawierał covery piosenek takich wykonawców jak Iggy Pop, Flash and the Pan czy Bill Withers. Album spotkał się z pozytywnym przyjęciem krytyków oraz sukcesem komercyjnym, a single „I’ve Seen That Face Before (Libertango)” i „Pull Up to the Bumper” stały się jednymi z największych przebojów Jones. Album promowany był trasą koncertową A One Man Show, w ramach której Jones przedstawiła kultowe już widowisko. W tym samym roku podczas programu telewizyjnego w Wielkiej Brytanii spoliczkowała na wizji prezentera Russella Harty’ego, twierdząc, że ją ignoruje. Następna płyta, Living My Life, ukazała się w 1982 roku i również okazała się sukcesem, przynosząc kolejne przeboje: „Nipple to the Bottle” i „My Jamaican Guy”.
Pierwszą dużą rolę aktorską w hollywoodzkiej produkcji Jones zagrała w filmie Conan Niszczyciel (1984) z odtwarzającym rolę tytułową Arnoldem Schwarzeneggerem. Za tę kreację amazońskiej wojowniczki Zuli została nominowana do nagrody filmowej Saturn. Następnie wcieliła się w postać demonicznej May Day w czternastym z kolei oficjalnym filmie z cyklu o Jamesie Bondzie – Zabójczy widok (1985) u boku Rogera Moore’a. Jej ekranowy duet z Christopherem Walkenem uchodził za jedną z najwyrazistszych par czarnych charakterów w historii filmów o przygodach Jamesa Bonda, a dzięki m.in. spektakularnej scenie skoku ze spadochronem z Wieży Eiffla, swoją rolą Jones przyćmiła prawdziwą dziewczynę Bonda graną przez Tanyę Roberts. Razem ze swoim ówczesnym chłopakiem Dolphem Lundgrenem pozowała do sesji zdjęciowej dla Helmuta Newtona, która ukazała się w lipcowej edycji magazynu Playboy.

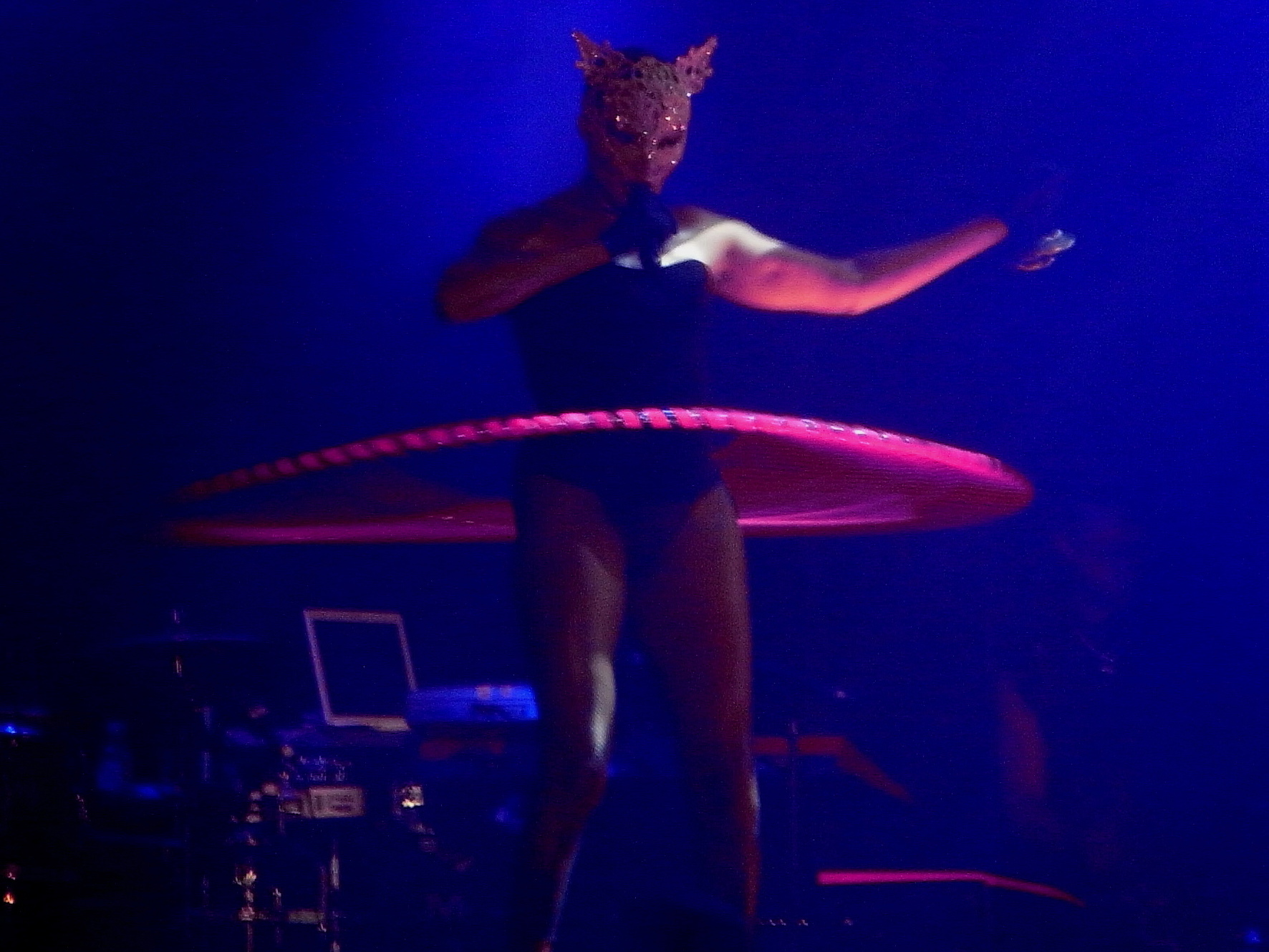
Grace Jones wykonuje „Slave to the Rhythm” w Londynie, 2009

Jones nawiązała współpracę z producentem Trevorem Hornem, z którym zrealizowała płytę Slave to the Rhythm, wydaną jesienią 1985. Okazała się ona jednym z jej najlepiej sprzedających się albumów, a piosenka tytułowa – jednym z największych hitów Jones, docierając do pierwszej dziesiątki na międzynarodowych listach przebojów, w tym do 1. miejsca na amerykańskiej liście klubowej. Zaledwie kilka tygodni później ukazała się kompilacja Island Life z największymi przebojami, wieńcząca współpracę artystki z Island Records. Płyta promowana była remiksem „Love Is the Drug” i spotkała się z sukcesem komercyjnym. Jones wzięła udział w reklamie samochodu Citroën CX i skutera Honda Elite 150.
W 1986 roku Jones zagrała dobrze przyjętą rolę w filmie Wamp. Jej kolejna płyta, Inside Story, została wydana pod koniec 1986 przez Manhattan Records. Wyprodukowana przez Nile’a Rodgersa, zawierała ona bardziej mainstreamowy materiał w stylu pop i R&B. Album cieszył się sukcesem na listach przebojów, podobnie jak pierwszy singel „I’m Not Perfect (But I’m Perfect for You)”. Teledysk do tego nagrania wyreżyserowała sama piosenkarka, a jej wizerunek w klipie był efektem współpracy z Keithem Haringiem. Następnie zagrała w filmach Z piekła rodem Alexa Coxa i Sjesta Mary Lambert, które ukazały się w roku 1987. W 1989 roku nakładem Capitol Records ukazała się kolejna płyta Jones, Bulletproof Heart. Nie cieszyła się ona przychylnymi recenzjami i poniosła klęskę na listach sprzedaży, choć promujący ją singel „Love on Top of Love” dotarł do 1. miejsca na amerykańskiej liście klubowej. Płyta promowana była trasą koncertową o nazwie Grace in Your Face.

### Lata 90. i XXI wiek
W latach 90. Grace Jones ograniczyła działalność muzyczną. Zagrała w komedii romantycznej Bumerang z 1992 roku, do której nagrała singel „7 Day Weekend”. W 1993 wytwórnia Island Records wydała kolejną składankę, The Ultimate. W tym samym roku Jones wydała nowy singel, „Evilmainya”, nagrany do filmu animowanego Freddie – agent F.R.O.7., a następnie taneczne nagranie „Sex Drive”, które dotarło do 1. miejsca listy klubowej w USA. Singel „Sex Drive” zapowiadał kolejną płytę Jones, Black Marilyn, planowaną na rok 1994, jednak ostatecznie nigdy nie ujrzała ona światła dziennego. W 1996 roku Jones wydała kolejny taneczny utwór, „Love Bites”. W roku 1997 razem z Trickym pracowała nad nową płytą, Force of Nature, jednak album nigdy się nie ukazał z powodu nieporozumień między artystami, i ostatecznie wydano jedynie promocyjny singel „Hurricane (Cradle to the Grave)”. W roku 1998 ukazała się dwupłytowa kompilacja Private Life: The Compass Point Sessions, zawierająca głównie materiał nagrany w latach 1980–1982, ciesząca się niewielkim sukcesem. Jones nagrała też piosenkę „Storm” do filmu Rewolwer i melonik. W 1999 roku wystąpiła w jednym odcinku serialu Władca zwierząt.
W 2000 roku duński DJ Funkstar De Luxe wydał remiks „Pull Up to the Bumper” w duecie z Grace, który osiągnął niewielki sukces. W 2001 roku Jones pojawiła się w filmach telewizyjnych Krwawy księżyc i Zulus Czaka: Cytadela, a rok później wzięła udział w koncercie charytatywnym Luciano Pavarottiego we włoskim mieście Modena. W 2004 zaśpiewała na koncercie-hołdzie dla Trevora Horna w londyńskiej Wembley Arena. W roku 2006 artystka pierwszy raz w swojej karierze wystąpiła w Polsce (3 lutego w Sali Kongresowej w Warszawie).
Jesienią 2008 roku, piosenkarka otrzymała Q Idol Award. Wtedy też wydała swój pierwszy od 19 lat album studyjny, Hurricane. Wyprodukował go Ivor Guest, a muzycznie powracał on do stylu spod znaku nowej fali i reggae. Płytę promowały single „Corporate Cannibal” i „Williams’ Blood”, a także trasa koncertowa The Hurricane Tour. Album spotkał się z pozytywnym przyjęciem krytyków oraz umiarkowanym sukcesem na listach sprzedaży. W 2009 roku Jones pojawiła się gościnnie na płycie Prohibition Brigitte Fontaine, a dwa lata później na jej kolejnym albumie, L’un n’empêche pas l’autre. W 2011 ukazała się wersja dubowa płyty Hurricane, a w 2012 roku Jones wystąpiła podczas koncertu z okazji diamentowego jubileuszu panowania brytyjskiej królowej Elżbiety II, wzbudzając sensację wykonaniem utworu „Slave to the Rhythm”, podczas którego nieprzerwanie obracała biodrami hula-hoop.

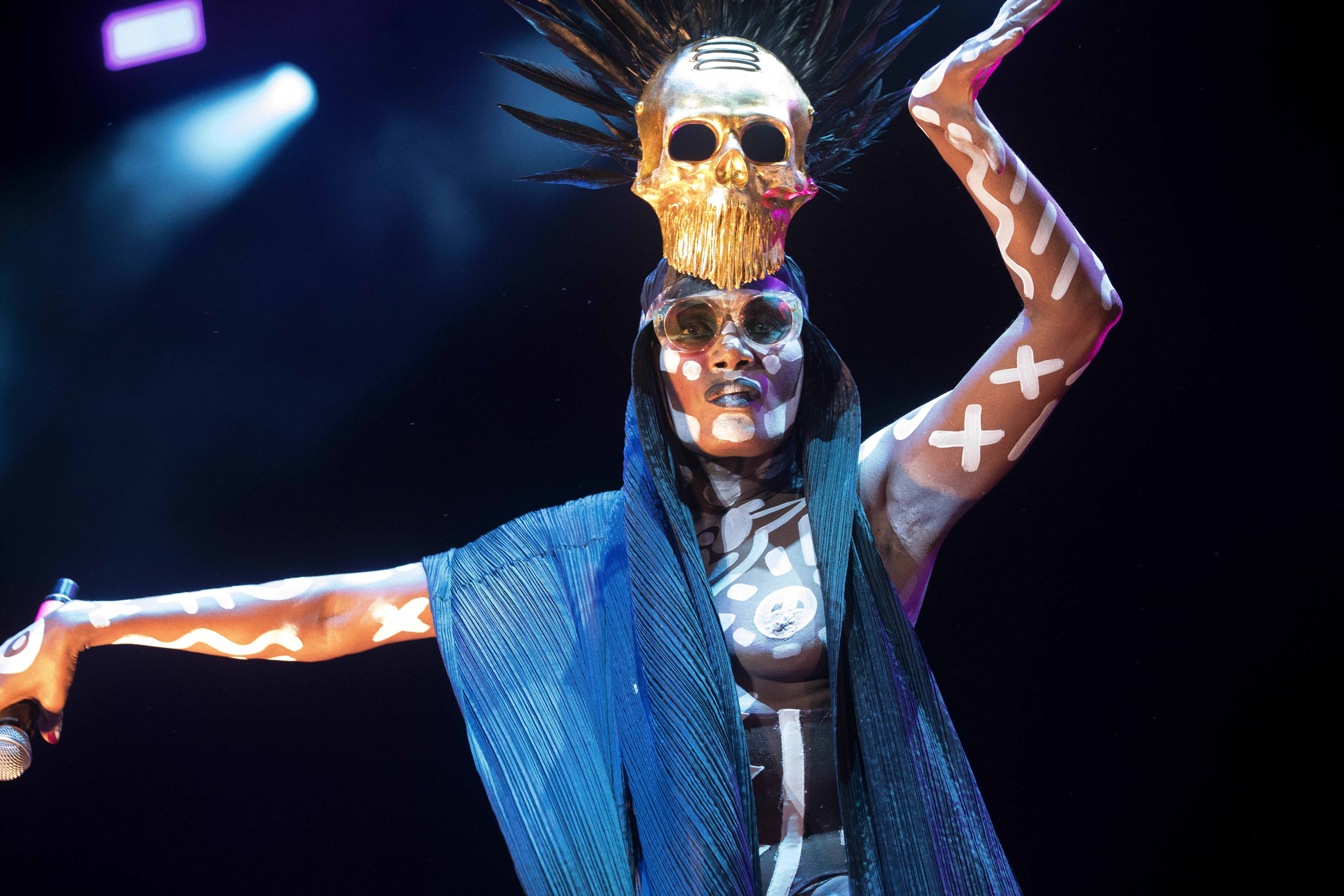
Grace Jones podczas występu w Sydney, 2018

W 2014 roku nagrała utwór „Original Beast” na scieżkę dźwiękową do filmu Igrzyska śmierci: Kosogłos. Część 1. Jesienią 2015 wydała autobiografię I’ll Never Write My Memoirs. W międzyczasie ukazały się też rozbudowane reedycje albumów Nightclubbing i Warm Leatherette, a także trzypłytowa kompilacja Disco. Nagrała duet z zespołem Gorillaz na ich album Humanz, a jesienią 2017 premierę miał poświęcony jej film dokumentalny Grace Jones: Bloodlight and Bami, znany w Polsce jako Grace Jones: Życiodajne światło, wyreżyserowany przez Sophie Fiennes. W 2018 roku została uhonorowana Orderem Jamajki. Obecnie razem z Ivorem Guestem pracuje nad kolejnym albumem, który ma brzmieniowo odnosić się do muzyki afrykańskiej.

## Życie prywatne
Ma 5' 8" wzrostu (ok. 173 cm).
Jest poliglotką: mówi po angielsku, francusku, hiszpańsku i włosku.
Była związana z francuskim artystą Jean-Paulem Goude, z którym ma syna Paulo (ur. 1979). Para poznała się pod koniec lat 70. i rozstała w 1984 roku. W latach 1983–1986 była w związku z Dolphem Lundgrenem. W 1989 poślubiła producenta muzycznego Chrisa Stanleya, jednak małżeństwo zakończyło się po dwóch latach. W roku 1990 zaczęła spotykać się z duńskim aktorem Svenem-Ole Thorsenem, z którym w 2007 roku wznowiła związek otwarty. W 1996 jej mężem został Atila Altaunbay, z którym rozwiodła się w 2004 roku. W pierwszej dekadzie XXI wieku jej partnerem był też producent muzyczny Ivor Guest, z którym była rzekomo zaręczona. Jest osobą biseksualną i uprawiała seks w trójkącie z modelką Janice Dickinson.

## Dyskografia
- 1977: Portfolio
- 1978: Fame
- 1979: Muse
- 1980: Warm Leatherette
- 1981: Nightclubbing
- 1982: Living My Life
- 1985: Slave to the Rhythm
- 1986: Inside Story
- 1989: Bulletproof Heart
- 2008: Hurricane

## Filmografia
| Rok  | Tytuł                                                                                  | Rola                 | Reżyser             |
| ---- | -------------------------------------------------------------------------------------- | -------------------- | ------------------- |
| 1973 | Wojna Gordona (Gordon’s War)                                                           | Mary                 | Ossie Davis         |
| 1976 | Attention les yeux!                                                                    | Cuidy                | Gérard Pirès        |
| 1976 | Quelli della Calibro 38                                                                | piosenkarka w klubie | Massimo Dallamano   |
| 1978 | Stryx – program telewizyjny                                                            | Rumstryx             | Enzo Trapani        |
| 1981 | Deadly Vengeance                                                                       | przyjaciółka Slicka  | Amin Q. Chaudhri    |
| 1984 | Conan Niszczyciel (Conan the Destroyer)                                                | Zula                 | Richard Fleischer   |
| 1985 | Zabójczy widok (A View to a Kill)                                                      | May Day              | John Glen           |
| 1986 | Wamp (Vamp)                                                                            | Katrina              | Richard Wenk        |
| 1987 | Z piekła rodem (Straight to Hell)                                                      | Sonya                | Alex Cox            |
| 1987 | Sjesta (Siesta)                                                                        | Conchita             | Mary Lambert        |
| 1992 | Bumerang (Boomerang)                                                                   | Helen Strangé        | Reginald Hudlin     |
| 1995 | Tatuaż żeglarza (Cyber Bandits)                                                        | Masako Yokohama      | Erik Fleming        |
| 1998 | Wyspa piratów (McCinsey’s Island)                                                      | Alanso Richter       | Sam Firstenberg     |
| 1999 | Palmer’s Pick Up                                                                       | Pani Remo            | Christopher Coppola |
| 1999 | Władca zwierząt (BeastMaster) – serial telewizyjny                                     | Nokinja              | Don Coscarelli      |
| 2001 | Krwawy księżyc (Wolf Girl) – film telewizyjny                                          | Christoph/Christine  | Thom Fitzgerald     |
| 2001 | Zulus Czaka: Cytadela (Shaka Zulu: The Citadel) – film telewizyjny                     | Królowa              | Joshua Sinclair     |
| 2008 | Falco – Verdammt, wir leben noch!                                                      | kelnerka             | Thomas Roth         |
| 2008 | Chelsea on the Rocks – film dokumentalny                                               | Bev                  | Abel Ferrara        |
| 2016 | Gutterdämmerung                                                                        | Diabeł               | Björn Tagemose      |
| 2017 | Grace Jones: Życiodajne światło (Grace Jones: Bloodlight and Bami) – film dokumentalny | ona sama             | Sophie Fiennes      |

## Nagrody i nominacje
| Rok  | Nagroda               | Kategoria                      | Tytuł                       | Rezultat  |
| ---- | --------------------- | ------------------------------ | --------------------------- | --------- |
| 1984 | Nagroda Grammy        | Najlepszy film muzyczny        | A One Man Show              | Nominacja |
| 1985 | Saturn                | Najlepsza aktorka drugoplanowa | Conan Niszczyciel           | Nominacja |
| 1986 | Saturn                | Najlepsza aktorka drugoplanowa | Zabójczy widok              | Nominacja |
| 1986 | MTV Video Music Award | Najlepszy teledysk żeński      | „Slave to the Rhythm”       | Nominacja |
| 1987 | Saturn                | Najlepsza aktorka drugoplanowa | Wamp                        | Nominacja |
| 1988 | Złota Malina          | Najgorsza aktorka drugoplanowa | Sjesta                      | Nominacja |
| 2008 | Q Award               | Idol                           | –                           | Wygrana   |
| 2016 | NME Award             | Najlepsza książka              | I’ll Never Write My Memoirs | Nominacja |